# Villa Faraggiana

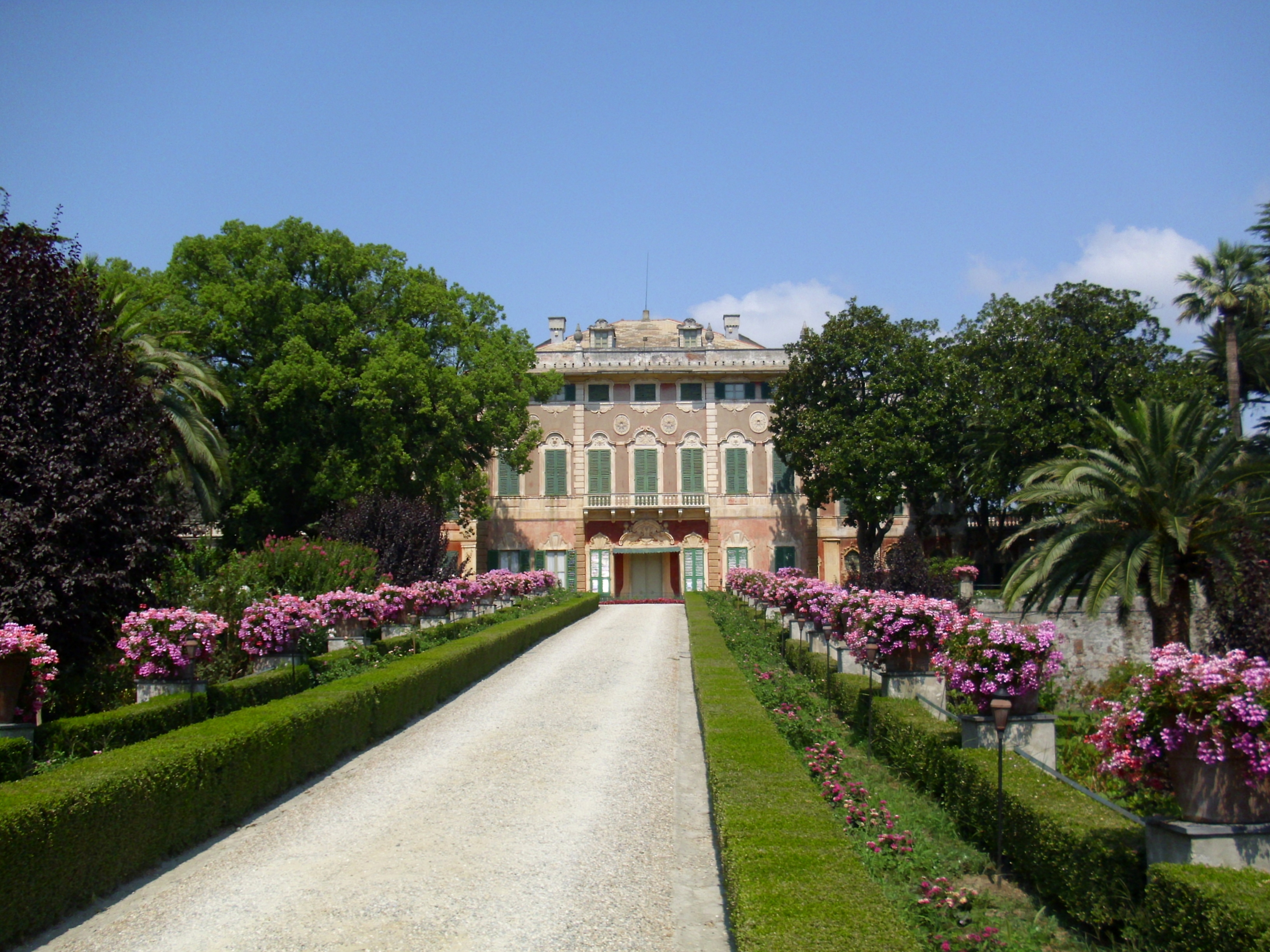
Ansicht der Villa Faraggiana

Die Villa Faraggiana ist eine historische Residenz aus dem 18. Jahrhundert in Albissola Marina in der Provinz Savona, Ligurien.
Das im 18. Jahrhundert als Wohnsitz der Adelsfamilie Durazzo erbaute Anwesen befindet sich heute gemäß der testamentarischen Hinterlassenschaft des letzten Besitzers Alessandro Faraggiana aus dem Jahr 1961 im Besitz der Gemeinde Novara, ist jedoch seit 1968 für Besichtigungen und Ausstellungen für die Öffentlichkeit zugänglich.

## Gestaltung

### Galerie der Vier Jahreszeiten
Die Galleria delle Quattro Stagioni wurde Mitte des 18. Jahrhunderts erbaut. Ihre architektonische Struktur zeichnet sich durch eine Reihe von Bögen aus, die die Galerie zum Garten hin öffnet. Die Galerie zeichnet sich durch Freskenzyklen mit Episoden aus dem Leben der Diana auf den Gewölben, geschnitzten Skulpturen des genuesischen Bildhauers Filippo Parodi aus dem Jahr 1667 (Der Spiegel von Narziss und die Vier Jahreszeiten) und einem charakteristischen Fliesenboden aus polychromer Majolika. Die Skulpturen der vier Jahreszeiten stellen die Götter Flora, Ceres, Bacchus und Saturn dar.

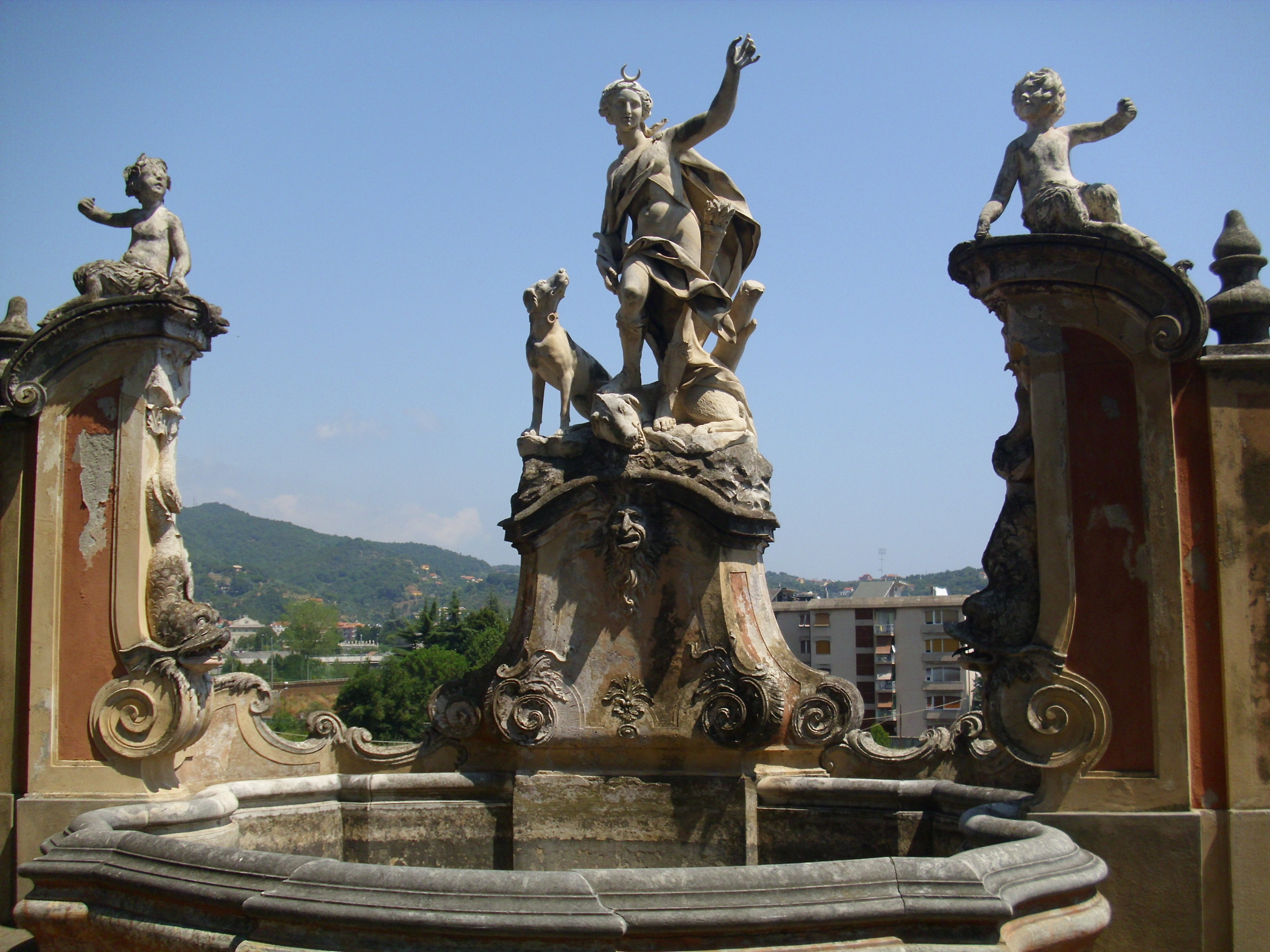
Brunnen mit Skulptur der Jagdgöttin Diana

### Garten
Im Garten der Villa befinden sich zwei Brunnen mit Skulpturen, die die antiken Gottheiten Diana und Bacchus zeigen.